# جيمس مكدونالد (سياسي أسترالي، مواليد 1889)
جيمس مكدونالد (بالإنجليزية: James McDonald)‏ هو فلاح وسياسي أسترالي، ولد في 13 أغسطس 1889، وتوفي في 11 يناير 1938. نشط حزبياً في حزب العمال الأسترالي. وقد انتخب عضو الجمعية التشريعية فيكتوريا عن دائرة Electoral district of Daylesford ‏ (1 أغسطس 1923 – 1 مارس 1927).